# قزل كند (سلماس)
قزل‌ كند هي قرية في مقاطعة سلماس، إيران. عدد سكان هذه القرية هو 489 في سنة 2006.